# 久我陽子
久我 陽子（くが ようこ、1974年（昭和49年）1月20日 - ）は、日本の女優、歌手。本名、古賀 陽子（旧姓）。
東京都目黒区出身。オスカープロモーション所属。父はオスカープロモーション代表取締役会長の古賀誠一。

## 来歴・人物
子供の頃は、歌手になって「ザ・ベストテン」（TBS）で1位になってくす玉を割りたいという憧れを持っていたことがあった。しかし彼女自身も家族も芸能界に進むということは考えてもいなかったが、家によく来ていた父の友人のプロデューサーに勧められて、中学1年生の12歳の時から「野中マリ子塾」に入って2年間演技の基礎を学ぶ。
1988年（昭和63年）にフジテレビ系のドラマ『熱っぽいの!』で女優デビュー。1990年（平成2年）に「好きだから」で歌手としてもデビューしている。以後、数々のテレビドラマ・映画・舞台で活躍。
2005年（平成17年）に青年実業家と結婚後は、事務所に籍を残すものの主婦業に専念していたが、2008年（平成20年）に“YOKO”名義で歌手として活動を再開。
姉がおり、本人は次女。

## 出演

### テレビドラマ
- 熱っぽいの!（1988年、フジテレビ)
- 都会の森（1990年、TBS） - 八橋明美 役
- お父さん（1990年、日本テレビ） - 中村香 役
- ナースステーション（1991年、TBS）
- ルージュの伝言 VOL.5「最後の春休み」（1991年5月1日、TBS）
- 君の名は（1991年 - 1992年、NHK） - 佐藤章子 役
- 大空港'92（1992年、テレビ朝日）- 篠崎宏美 役
- はぐれ刑事純情派 第6シリーズ 第27話「殺すほど愛していない! 教師の妻」（1993年、テレビ朝日） - 久保田和美 役
- 花の乱（1994年、NHK） - 日野松子 役
- STATION（1995年、日本テレビ） - 小田真理 役
- ママは大ピンチ!!（1996年、TBS） - 桜井夏美 役
- 暴れん坊将軍VII 第14話「尾張宗春の謀叛」（1996年、テレビ朝日） - 早苗 役
- 土曜ワイド劇場「まじめ警部補とかたやぶり刑事1」（1997年、テレビ朝日） - 柊美佐子 役
- 火曜サスペンス劇場「弁護士・朝日岳之助9」（1997年、日本テレビ） - 三村千晶 役
- 京都始末屋事件ファイル（1999年、テレビ朝日） - 町田遙子 役
- 暴れん坊将軍IX 第28話「江戸城大揺れ!!吉宗ついに結婚か…」（1999年、テレビ朝日） - 竹姫 役
- お見合い結婚（2000年、フジテレビ） - 中谷育子 役
- 教習所物語（2000年、TBS） - 辰巳聖子 役
- ハッピー2（2001年、テレビ東京） - 関口弘子 役
- 恋ノチカラ（2002年、フジテレビ） - 寺石香里 役
- 結婚泥棒（2002年、NHK） - 村井宏美 役
- First Love（2002年、TBS） - 五味妙子 役
- 百年の恋（2003年、NHK） - 平岡真由美 役
- ホットマン（2003年、TBS） - 藤田園子 役
- ツインズな探偵3（2003年） - 藤沢理恵 役
- お義母さんといっしょ（2003年、フジテレビ） - 寺西さやか 役
- 離婚弁護士（2004年、フジテレビ） - 村井奈津子 役
- 菊亭八百善の人びと（2004年、NHK） - 杉山静子 役

### 映画
- 寝盗られ宗介（1992年） - あゆみ 役
- 今日から俺は!!（1994年） - 早川京子 役
- 首領を殺った男（1994年） - 大木戸加那 役
- 鬼平犯科帳 劇場版（1995年） - 清 役
- 二宮金次郎物語（1998年） - ゆき 役
- VENUS（2002年、韓国映画）

### ラジオ
- 由妃と陽子のワイズストリート（1991年）
- ラジオドラマ NHK『サウンド夢工房』ユンカース・カム・ヒア／ユンカース・カム・ヒア II 瞳 役

### 舞台
- 雪姫堂写真館（1993年、名古屋中日劇場） - おりん 役
- 貸席の女郎（1997年、俳優座劇場） - 優 役
- 大石内蔵助（1997年、新橋演舞場） - 瑤泉院 役
- 楽劇リコリス（1997年、埼玉県川口市リリアホール） - リコリス 役
- ビロクシーブルース（1998年、パナソニック・グローブ座） - デイジー・ハニガン 役
- 喧嘩太平記（1998年、明治座 / 名古屋御園座） - 加代 役
- ハムレット（1998年、新宿紀伊国屋サザンシアター） - オフェリア 役

### CM
- ハリカ

## ディスコグラフィ

### シングル

#### 「久我陽子」名義
| #                          | 発売日                     | タイトル                   | No.                        | 収録曲                     | 作詞                       | 作曲                       | 編曲                       | 規格品番                   |
| ビクターエンタテインメント | ビクターエンタテインメント | ビクターエンタテインメント | ビクターエンタテインメント | ビクターエンタテインメント | ビクターエンタテインメント | ビクターエンタテインメント | ビクターエンタテインメント | ビクターエンタテインメント |
| -------------------------- | -------------------------- | -------------------------- | -------------------------- | -------------------------- | -------------------------- | -------------------------- | -------------------------- | -------------------------- |
| 1st                        | 1990年5月2日               | 好きだから                 | 1                          | 好きだから                 | CANCAMAY                   | CANCAMAY                   | 小西康陽                   | VIDL-13                    |
| 1st                        | 1990年5月2日               | 好きだから                 | 2                          | Let's sing a song          | 三浦徳子                   | 甲斐正人                   | 甲斐正人                   | VIDL-13                    |
| 2nd                        | 1990年11月21日             | Pearl                      | 1                          | Pearl                      | 森下林檎                   | 羽佐間健二                 | 新川博                     | VIDL-10076                 |
| 2nd                        | 1990年11月21日             | Pearl                      | 2                          | 風のリグレット             | 森下林檎                   | - 羽佐間健二 - 久我陽子    | 小野沢篤                   | VIDL-10076                 |
| 2nd                        | 1990年11月21日             | Pearl                      | 3                          | Pearl（inst.）             | -                          | 羽佐間健二                 | 新川博                     | VIDL-10076                 |
| 2nd                        | 1990年11月21日             | Pearl                      | 4                          | 風のリグレット（inst.）    | -                          | - 羽佐間健二 - 久我陽子    | 小野沢篤                   | VIDL-10076                 |
| 3rd                        | 2015年10月25日             | ひとり上手/荒野より        | 1                          | ひとり上手                 | 中島みゆき                 | 中島みゆき                 | 瀬尾一三                   | VICL-37124                 |
| 3rd                        | 2015年10月25日             | ひとり上手/荒野より        | 2                          | 荒野より                   | 中島みゆき                 | 中島みゆき                 | 瀬尾一三                   | VICL-37124                 |
| 3rd                        | 2015年10月25日             | ひとり上手/荒野より        | 3                          | ひとり上手（Inst.）        | -                          | 中島みゆき                 | 瀬尾一三                   | VICL-37124                 |
| 3rd                        | 2015年10月25日             | ひとり上手/荒野より        | 4                          | 荒野より（Inst.）          | -                          | 中島みゆき                 | 瀬尾一三                   | VICL-37124                 |
| ユニバーサルミュージック   |                            |                            |                            |                            |                            |                            |                            |                            |
| 4th                        | 2017年10月11日             | 月になる                   | 1                          | 月になる                   | 山崎将義                   | 山崎将義                   | 本間昭光(bluesofa)         | POCS-1648                  |
| 4th                        | 2017年10月11日             | 月になる                   | 2                          | 手をつなごう               | - 久我陽子 - 青山カオル    | 村田隆行                   | 渡辺善太郎                 | POCS-1648                  |
| 4th                        | 2017年10月11日             | 月になる                   | 3                          | 月になる（Inst.）          | -                          | 山崎将義                   | 本間昭光(bluesofa)         | POCS-1648                  |
| 4th                        | 2017年10月11日             | 月になる                   | 4                          | 手をつなごう（Inst.）      | -                          | 村田隆行                   | 渡辺善太郎                 | POCS-1648                  |

#### 「YOKO」名義
| #                              | 発売日                         | タイトル                       | No.                            | 収録曲                         | 作詞                           | 作曲                           | 編曲                           | 規格品番                       |
| ワーナーミュージック・ジャパン | ワーナーミュージック・ジャパン | ワーナーミュージック・ジャパン | ワーナーミュージック・ジャパン | ワーナーミュージック・ジャパン | ワーナーミュージック・ジャパン | ワーナーミュージック・ジャパン | ワーナーミュージック・ジャパン | ワーナーミュージック・ジャパン |
| ------------------------------ | ------------------------------ | ------------------------------ | ------------------------------ | ------------------------------ | ------------------------------ | ------------------------------ | ------------------------------ | ------------------------------ |
| 1st                            | 2008年4月23日                  | 闘りゃんせ                     | 1                              | 闘りゃんせ                     | 中島みゆき                     | 中島みゆき                     | 瀬尾一三                       | WPCL-10472                     |
| 1st                            | 2008年4月23日                  | 闘りゃんせ                     | 2                              | 誕生                           | 中島みゆき                     | 中島みゆき                     | 佐藤朋生                       | WPCL-10472                     |
| 1st                            | 2008年4月23日                  | 闘りゃんせ                     | 3                              | 闘りゃんせ（Inst.）            | -                              | 中島みゆき                     | 瀬尾一三                       | WPCL-10472                     |
| ユニバーサルミュージック       |                                |                                |                                |                                |                                |                                |                                |                                |
| 2nd                            | 2010年5月5日                   | 春よ来い/サーカス              | 1                              | 春よ来い                       | 井上ヨシマサ                   | 井上ヨシマサ                   | 井上ヨシマサ                   | POCS-1033                      |
| 2nd                            | 2010年5月5日                   | 春よ来い/サーカス              | 2                              | サーカス                       | 井上ヨシマサ                   | 井上ヨシマサ                   | 井上ヨシマサ                   | POCS-1033                      |
| 2nd                            | 2010年5月5日                   | 春よ来い/サーカス              | 3                              | 春よ来い（inst.）              | -                              | 井上ヨシマサ                   | 井上ヨシマサ                   | POCS-1033                      |
| 2nd                            | 2010年5月5日                   | 春よ来い/サーカス              | 4                              | サーカス（inst.）              | -                              | 井上ヨシマサ                   | 井上ヨシマサ                   | POCS-1033                      |

### タイアップ一覧

#### 「久我陽子」名義
| 曲名              | タイアップ                                                   | 収録作品               |
| ----------------- | ------------------------------------------------------------ | ---------------------- |
| Let's sing a song | EXPO'90国際花と緑の博覧会 ふしぎな森の館 松下館 テーマソング | シングル「好きだから」 |

#### 「YOKO」名義
| 曲名       | タイアップ                                                               | 収録作品               |
| ---------- | ------------------------------------------------------------------------ | ---------------------- |
| 闘りゃんせ | テレビ朝日系木曜ドラマ『交渉人〜THE NEGOTIATOR〜』挿入歌                 | シングル「闘りゃんせ」 |
| 闘りゃんせ | フジテレビ系『HEY!HEY!HEY! MUSIC CHAMP』2008年2月〜3月エンディングテーマ | シングル「闘りゃんせ」 |
| 闘りゃんせ | テレビ朝日系『恋愛百景』2008年4月〜6月エンディングテーマ                 | シングル「闘りゃんせ」 |
| 闘りゃんせ | CBC・TBS系ドラマ30『ママの神様』エンディングテーマ                       | シングル「闘りゃんせ」 |

## 受賞
- 1993年：日本アカデミー賞新人俳優賞
- 2001年：第9回韓国最高芸能人気大賞・海外芸能大賞、第4回芸能スポーツ芸能人気大賞